# 鳴滝駅
鳴滝駅（なるたきえき）は、京都府京都市右京区鳴滝嵯峨園町にある京福電気鉄道北野線の停留場。駅ナンバリングはB3。

## 歴史
- 1926年（大正15年）3月10日：京都電燈が経営する嵐山電鉄北野線が高雄口駅（現在の宇多野駅）から帷子ノ辻駅まで延伸した際に開業[1]。
- 1942年（昭和17年）3月2日：路線継承により京福電気鉄道の停留場となる[1]。

## 停留場構造
相対式ホーム2面2線を持つ地上駅。構内踏切（第4種）で2つのホームが結ばれている。なお、この構内踏切は2011年3月に帷子ノ辻駅に構内踏切が設置されるまで、長らく嵐電唯一のものであった。当停留場と常盤駅の間は複線になっている。出入り口は帷子ノ辻方面行きホームにはホーム中ほどに1か所、北野白梅町方面行きホームにはホームの両端2か所にある。

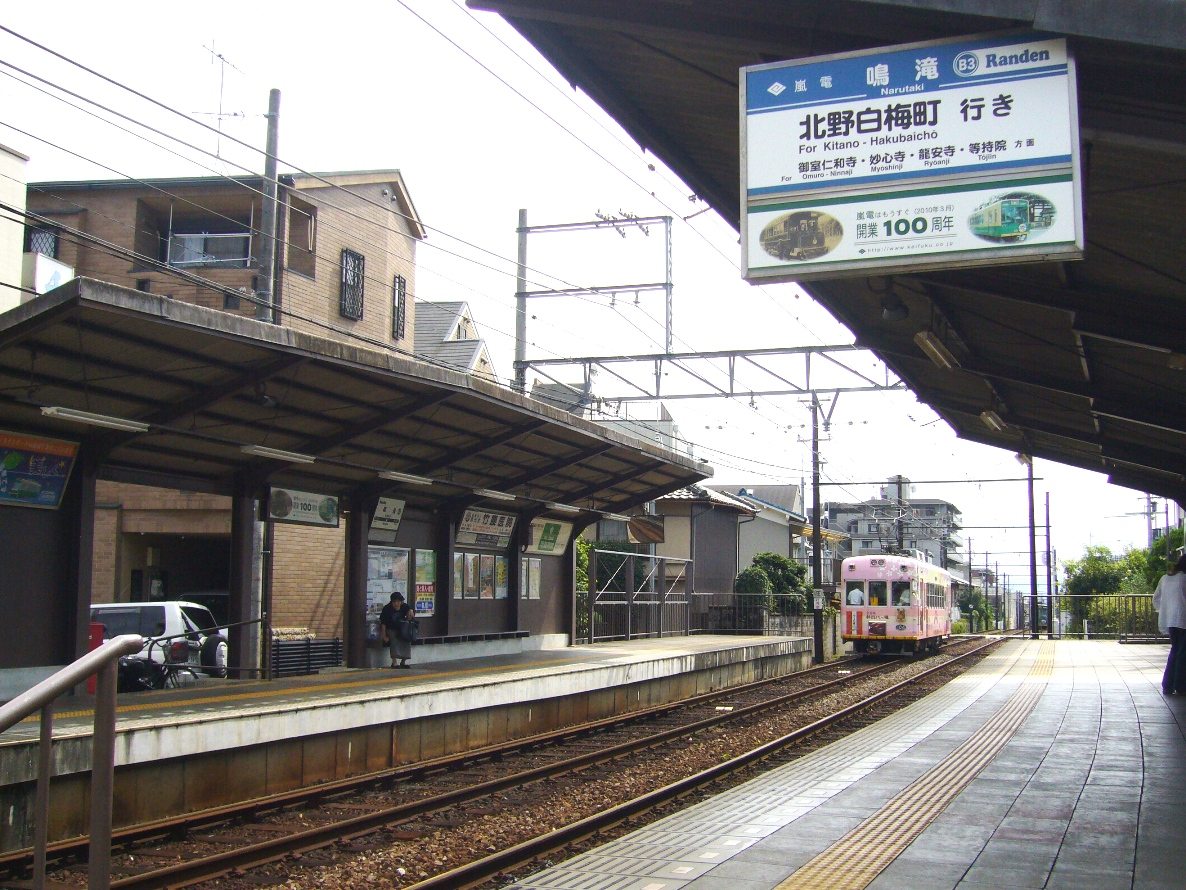
ホーム（2007年9月。手前が北野白梅町・向こう側が帷子ノ辻方面）

## 停留場周辺
当停留場と隣の宇多野駅との間では、線路の両脇にソメイヨシノが植えられ桜並木となっており、「嵐電桜のトンネル」と呼ばれている（画像については、京福電気鉄道北野線#桜のトンネルを参照）。
オムロンの創業者である立石一真の記念館がある。

## 隣の停留場
京福電気鉄道
■北野線
宇多野駅 (B4) - 鳴滝駅 (B3) - 常盤駅 (B2)
- 括弧内は駅番号を示す。